# Бравый инспектор Мамочкин
«Бравый инспектор Мамочкин» — советский рисованный мультфильм режиссёра Гарри Бардина.
Один из руководителей ГАИ предложил Аркадию Хайту и Гарри Бардину сделать смешной сериал про инспектора ГАИ, но так, чтобы в ГАИ потянулись умные, молодые и порядочные люди. Пока снимали мультфильм, руководителя сняли с поста.

## Сюжет
Мультфильм о том, как инспектор ГАИ Мамочкин на своём мотоцикле пытался догнать и наказать нарушителя общественного спокойствия и Правил дорожного движения: водителя грузовика, который вдобавок хотел вывалить груз мусора не на свалке, а в лесу.

## Создатели
- авторы сценария — Аркадий Хайт, Гарри Бардин
- режиссёр — Гарри Бардин
- художники-постановщики — Виктор Чижиков, Светлана Гвиниашвили
- композитор — Владимир Комаров
- художники-мультипликаторы: Владимир Зарубин, Виктор Арсентьев, Юрий Мещеряков, Борис Бутаков, Юрий Батанин
- оператор — Светлана Кощеева
- звукооператор — Борис Фильчиков
- монтажёр — Маргарита Михеева
- редактор — Аркадий Снесарев
- роли озвучивали: Евгений Евстигнеев (Инспектор Мамочкин), Василий Ливанов (нарушитель ПДД)
- консультант фильма — ГАИ
- ассистенты: Татьяна Митителло, Нина Николаева, Людмила Крутовская
- директор картины — Любовь Бутырина

## Песни в мультфильме
Отрывок из песни:

Город спит сладким сном,

Что же мне уснуть мешает?

Видно, там, за окном

Кто-то что-то нарушает.

В дождь, жару, гололёд,

На просёлках и проспектах

Каждый миг встречи ждёт

С нарушителем инспектор.